# Exoglossie
Exoglossie ist ein Fachbegriff der Linguistik und bezeichnet die Situation, dass eine oder mehrere Sprachen in einem Land gesprochen werden oder offiziellen Status haben, ohne dort „heimisch“ zu sein. Exoglossie ist heute v. a. in vielen ehemaligen Kolonien vorzufinden, die nach der Unabhängigkeit die Sprache der früheren Kolonialmacht als Bildungs-, Verkehrs- oder Amtssprache beibehielten. Das Gegenteil dieser Sprachsituation wird als Endoglossie  bezeichnet. Heinz Kloss verwendet den Begriff jedoch für die höher angesehene Varietät oder Sprache in einer Diglossie-Situation.